# Joshua Spencer Thompson
Pour les articles homonymes, voir Joshua Thompson et Thompson.
Joshua Spencer Thompson (1828-20 décembre 1880) est un homme politique canadien en Colombie-Britannique. Il est député fédéral libéral-conservateur de la circonscription britanno-colombienne du District de Cariboo de 1871 à 1872 et de Cariboo de 1872 à 1880.

## Biographie
Né à Belfast en Irlande, Thompson est comptable avant de devenir député du District de Cariboo dans la 1re législature du Canada à la faveur d'une élection partielle qu'il gagne sans opposition. Réélu dans la nouvelle circonscription de Cariboo en 1872, il l'est également en 1874 et en 1878. 
Il meurt en fonction en 1880 alors qu'il se trouve à Victoria. 